# Théodore Frédéric Louis Liomin
Théodore Frédéric Louis Liomin (* 24. März 1765 in Sonvilier; † 7. März 1801 in Paris) war ein Schweizer Jurist und Notar.

## Leben
Liomin, Sohn des Gastwirts und Maires von Sonvilier Frédéric Louis Liomin und der Susanne Chopard, studierte Jus und schloss mit dem Lic. iur ab. Nach dem Studium arbeitete er als Hofadvokat und Notar, 1785 als Gerichtsschreiber des Erguel.
Als fürstbischöflicher Meier in Saint-Imier von 1786 bis 1797 war Liomin an den Revolutionswirren beteiligt und arbeitete aktiv an der Vereinigung der südlichen Vogteien des Fürstbistums Basel mit Frankreich mit. Er präsidierte die Zentralverwaltung des französischen Départements Mont-Terrible und wurde am 18. April 1800 zum ersten Unterpräfekten von Pruntrut ernannt.
Liomin verfasste bemerkenswerte Berichte zur Lage der Uhrenindustrie und der lokalen Industrien zu Beginn des Konsulats.
Er war der Neffe von Georges-Louis Liomin und verheiratet mit Henriette Voumard.